# 蜂蓑鮋
蜂蓑鮋（學名：Pterois sphex）為鮋科蓑鮋屬的其中一種，熱帶海水魚，分布於中太平洋東部夏威夷群島海域，棲息深度3-122公尺，體長可達22公分，棲息在潟湖、臨海礁石底層水域，以甲殼類為食，具有毒性，可作為觀賞魚。

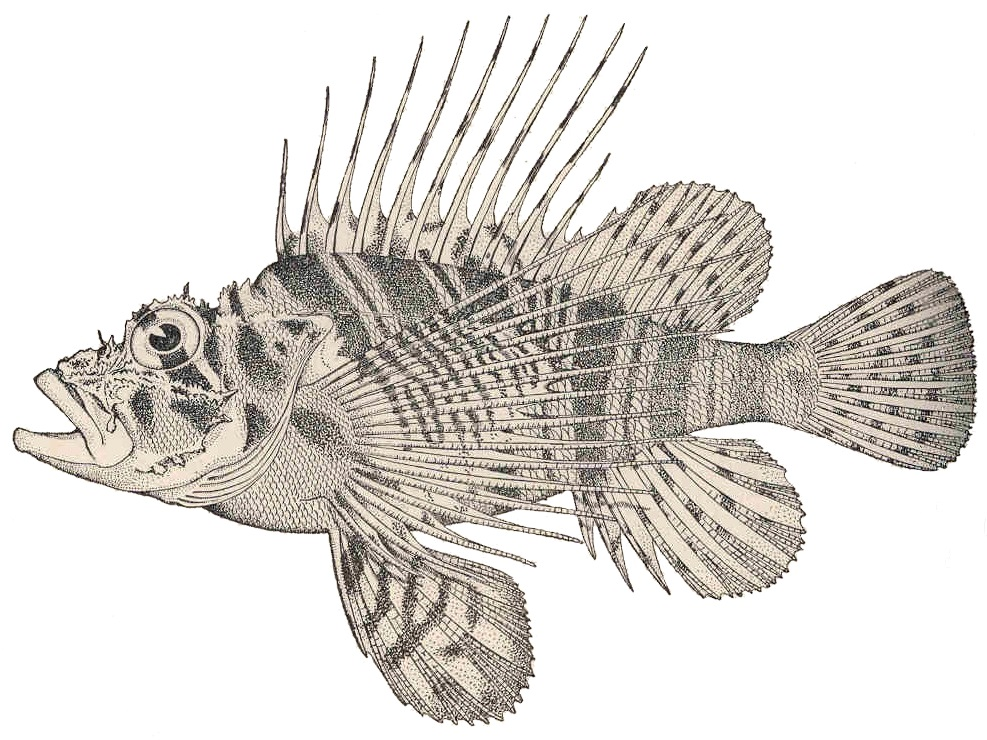
命名者描述蜂蓑鲉时所绘的标本图

## 物种发现
蜂蓑鲉于1903年由美国鱼类学家大卫·斯塔尔·乔丹和巴顿·沃伦·艾夫曼在夏威夷首次命名，模式产地在瓦胡岛火奴鲁鲁附近海域。其种加词sphex来源于希腊语，意思是“黄蜂”。这可能是在暗指该物种身体上的毒刺。

## 外貌描述
蜂蓑鲉背鳍有13根极长的棘刺（有时甚至可超过体高）和11-12根软条，臀鳍有3根棘刺和6-8根软条，胸鳍有6-8条极长、不分岔的棘刺。其全身均有棘刺以花环状环绕，且头部附近的棘刺会随鱼年龄增大而增多，较大个体的泪骨亦有密集的棘刺覆盖。
该鱼总体色泽为褐粉色与白色，其中有白色或者褐色的斑纹混杂。幼鱼的眼眶周围有触手状的黑斑，但会在长大后消失。 。蜂蓑鲉最长可长到22cm。

## 生态
蜂蓑鲉为夜行性鱼类，昼间在洞穴或是突出的珊瑚礁下休息，晚间则外出积极捕食小鱼和甲壳类动物。它们会使用自己的鱼鳍搅动海床上的泥沙以搜寻任何可能躲藏其中的猎物。蜂蓑鲉大体上为独居生物，仅在交配时聚集，但也有多条鱼之间合作捕猎的记录。蜂蓑鲉没有领地意识，不会尝试将同类驱逐出自己活跃的区域

## 扩展阅读
维基共享资源上的相關多媒體資源：蜂蓑鮋
 維基物種上的相關：蜂蓑鮋